# إيريك بون
إيريك بون (بالإنجليزية: Eric Boon)‏ مواليد 28 ديسمبر 1919 في كامبريدجشير، إنجلترا - الوفاة 19 يناير 1981، كان ملاكم محترف إنجليزي صنّف ضمن فئة الوزن الخفيف.

## إحصائيات
خاض خلال مسيرته 119 نزالا، فاز في 92 وتعادل في 5 وخسر في 21. فاز بالضربة القاضية في 62 نزالا.

## روابط خارجية
- إيريك بون على موقع IMDb (الإنجليزية)
- إيريك بون على موقع قاعدة بيانات الفيلم (الإنجليزية)
- إيريك بون على موقع كينوبويسك (الروسية)
- إيريك بون على موقع بوكس ريك (الإنجليزية) (registration required)